# Сім'я Джонсів у Голлівуді
Сім'я Джонсів у Голлівуді (англ. The Jones Family in Hollywood) — американська кінокомедія режисера Малкольма Ст. Клера 1939 року.

## Сюжет
Батько їде на конвенцію американського легіону в Голлівуді і його сім'я рушає з ним у подорож. Відвідуючи студію вони сіють розбрат на знімальному майданчику.

## У ролях
- Джед Пруті — Джон Джонс
- Спрінг Баїнтон — місіс Джон Джонс
- Кеннет Хауелл — Джек Джонс
- Джордж Ернест — Роджер Джонс
- Джун Карлсон — Люсі Джонс
- Флоренс Робертс — бабуся Джонс
- Біллі Махан — Боббі Джонс
- Вільям Трейсі — Денні Ріган
- Джун Гейл — Аліса Морлі
- Марвін Стефенс — Томмі МакГір
- Гемілтон МакФадден — директор Таунсенд